# Derek Muller
Pour les articles homonymes, voir Müller.
Derek Muller, né en 1982 à Traralgon en Australie, est un vidéaste, chroniqueur et animateur de télévision canadien d'origine australienne spécialisé dans la vulgarisation scientifique.
Il est principalement connu pour sa chaîne YouTube Veritasium qui présente des vidéos de vulgarisation sur des sujets scientifiques. Titulaire d'un doctorat en enseignement de la physique et passionné par la réalisation de films, il crée sa chaîne le 21 juillet 2010. Avec plus de 15,7 millions d'abonnés en juin 2024, il est l'une des figures anglophones de la science sur Internet. Il participe également comme chroniqueur à plusieurs émissions télévisées scientifiques et présente des documentaires télévisés.

## Biographie

### Enfance et études
Derek Muller est né en 1982 à Traralgon dans le Sud-Est de l'Australie de parents sud-africains venus pour le travail. Sa famille déménage à Vancouver dans l'Ouest du Canada alors qu'il n'est âgé que de deux ans.
Il étudie à la West Vancouver Secondary School (en) de 1997 à 2000, et obtient en 2004 un baccalauréat ès sciences (BSc) en génie physique à l'université Queen's de Kingston. Passionné par la réalisation de films, il déménage en 2006 à Sydney en Australie avec l'intention d'intégrer l'Australian Film and Television School (en). Mais considérant qu'il n'a pas encore assez d'expérience, il rejoint d'abord l'université de Sydney et obtient en 2008 un doctorat (PhD) en enseignement de la physique avec la thèse Designing Effective Multimedia For Physics Education (Concevoir des contenus multimédias efficaces pour l'enseignement de la physique). En parallèle de ses études, il donne des cours de physique et réalise quelques films pour son université. Mais finalement, il échoue à intégrer l’Australian Film and Television School.

### Carrière
Derek Muller crée sa chaîne YouTube Veritasium le 21 juillet 2010 et poste sa première vidéo Combien de temps faut-il à la Terre pour faire le tour du Soleil ? le 15 août 2010. Mais c'est à partir du début de l'année 2011 qu'il se met vraiment à faire des vidéos. Au bout de quelques mois, une première vidéo devient virale et dépasse le demi-million de vues, mais l'audience reste en général assez confidentielle et Muller envisage à plusieurs reprises d'arrêter avant d'obtenir le succès qui lui permet de vivre de sa chaîne,.
Dans le même temps, il est repéré assez par les producteurs de Catalyst, une émission télévisée scientifique diffusée sur la chaîne australienne ABC, et rejoint en 2011 l'équipe d'animateurs de manière irrégulière. Il participe à l'émission Breakfast sur Network Ten de 2012 à 2013. Il apparaît également dans des programmes de chaînes tels que la BBC, Discovery Channel ou History Channel. En mai 2012, il donne une conférence TEDx à Sydney sur le sujet de sa thèse. Il n'oublie cependant pas son activité de vidéaste et crée le 17 juillet 2012 sa seconde chaîne YouTube 2Veritasium où il montre les coulisses de la chaîne principale et propose des vidéos complémentaires avec une réalisation moins soignée.
En 2015, il participe à son premier documentaire télévisé en présentant Uranium, si puissant et si dangereux ? (en) qui retrace l'histoire de l'uranium, son utilisation notamment dans les armes et réacteurs nucléaires et sa nocivité. Le programme est diffusé dans le monde entier, dont en France par la chaîne Arte, et se voit récompensé par de nombreux prix dans les festivals. En 2016, il présente pour CuriosityStream la mini-web-série documentaire Digits racontant l'histoire d'Internet et s'interrogeant sur les risques associés aux dernières innovations technologiques connectées.
En 2016, il donne un discours au World Government Summit à Dubaï sur le futur de l'éducation face aux réseaux sociaux. Le 22 avril 2017, il co-anime avec le DJ Questlove la série de discours donnés par différentes personnalités lors de la Marche pour les sciences de Washington, D.C. aux États-Unis,. Depuis cette même année, il participe comme chroniqueur au talk-show scientifique Bill Nye sauve le monde (en) présenté par Bill Nye sur Netflix. La même année, il commence à mettre des vidéos sur sa troisième chaîne YouTube Sciencium où il parle des découvertes scientifiques historiques ou récentes.
En 2018, il présente un second documentaire intitulé Vitamines, Fantasmes et Vérité où il questionne le rôle des vitamines et la nécessité ou la dangerosité de leur prise en complément alimentaire. Le programme est diffusé dans le monde entier via différentes plateformes sur internet et chaînes de télévision telle qu'Arte en France,.

## Chaînes YouTube

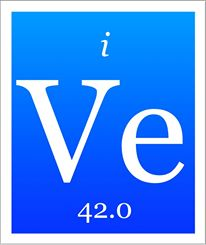
Logo de la chaîne Veritasium.

La chaîne principale Veritasium est complétée par deux chaînes secondaires : 2veritasium et Sciencium.

### Veritasium
Veritasium est une chaîne YouTube éducative anglophone créée le 21 juillet 2010 présentant des vidéos de vulgarisation sur des sujets scientifiques. 
Les vidéos de la chaîne présentent des expériences, reconstitutions, chansons et entrevues avec des experts, tels le lauréat du prix Nobel de physique Brian P. Schmidt, ou avec des gens du public à propos de sujets scientifiques, souvent d'actualité, surprenants ou mal compris. La chaîne présente, en 2021, plus de 300 vidéos et possède plus de 10 millions d'abonnés[réf. souhaitée]. 
Le nom de la chaîne, « Veritasium », est un agencement entre le mot latin Veritas, signifiant « vérité », et la fin du nom de plusieurs éléments chimiques « ium ». La chaîne crée ainsi la phrase « Veritasium, un élément de vérité. » Le numéro atomique de l'« élément » est {\displaystyle i}, l'unité imaginaire. Sa masse atomique est 42,0, une référence à La Grande Question sur la vie, l'univers et le reste.

### Réception
Les vidéos de Veritasium ont reçu plusieurs critiques positives. Mission Possible: Graphene a ainsi reçu le premier prix du Cyberscreen Science Film Festival à Science Online (en) 2012. Elle a été par la suite été désignée vidéo de la semaine par Scientific American.
Une autre vidéo démystifiant l'idée que la Lune est plus proche qu'elle ne l'est réellement a été réutilisée par CBS News.
Le sujet le plus populaire à ce jour de Veritasium concerne la physique du slinky qui tombe. Les deux vidéos consacrées au sujet ont été visionnées plus d'un million de fois. Le sujet a reçu une certaine couverture médiatique, notamment par le Toronto Star, NPR, et un passage de l'émission QI de la BBC. Un segment a été réalisé par Derek Muller pour Catalyst (en) de l’Australian Broadcasting Corporation.
Veritasium est régulièrement citée parmi les meilleures chaînes éducatives et scientifiques sur YouTube,,. Elle compte au 21 octobre 2020 plus de 7,7 millions d'abonnés et totalise plus de 888 millions de vues pour 296 vidéos postées. Près de la moitié des vidéos dépassent le million de vues et quatorze d'entre elles dépassent même les 10 millions de vues : Pourquoi y a-t-il 96 000 000 de balles noires dans ce réservoir ? (62 millions), Les Applications surprenantes de l'effet Magnus (45 millions), L'Objet le plus rond du monde (31 millions), La Roue anti-gravité ? (29 millions), Je me suis imperméabilisé avec de l'aérogel ! (26 millions), Le Silence peut-il vous rendre fou ? (26 millions), Le solide le plus léger du monde ! (23 millions), Pouvez-vous nager dans ces balles sombres ? (20 millions), Les lieux les plus radioctifs sur Terre (15 millions), Plateau Pyro : Tube de Rubens (14 millions), Comment les raisins au micro-ondes produisent du plasma (11 millions), et Pouvez-vous résoudre ceci? (11 millions). Les vidéos de la chaîne sont parfois reprises par les médias plus traditionnels tels que CBS News, Scientific American, Toronto Star ou Wired.

### Internationalisation
Des déclinaisons de certaines des vidéos de la chaîne principale sont proposées dans d’autres langues (doublées et/ou sous-titrées), entre autres, le français (environ cinquante vidéos et 11 600 abonnés), mais aussi l’espagnol
(plus de 120 vidéos avec près de 1 260 000 abonnés), l’arabe (plus de 50 vidéos avec près de 10 000 abonnés) et l’italien (plus de dix vidéos avec près de 4 200 abonnés).

### Chaînes secondaires
Muller a lancé une deuxième chaîne, 2veritasium, qu'il utilise pour mettre du contenu tel que des images de coulisses ou pour communiquer avec les spectateurs. 2Veritasium créée le 17 juillet 2012 montre les coulisses de la chaîne principale et propose des vidéos complémentaires avec une réalisation moins soignée. Elle compte au 1er octobre 2018 plus de 529 000 abonnés et totalise plus de 18 millions de vues pour 50 vidéos postées. La vidéo la plus vue de cette chaîne, Le Problème avec Facebook (2,9 millions), fait parler d'elle dans plusieurs médias comme BBC News ou The Sydney Morning Herald. 
Sciencium propose depuis 2017 des vidéos sur les découvertes scientifiques historiques ou récentes. Elle compte au 13 février 2021 plus de 303 000 abonnés et totalise plus de 4,7 millions de vues pour 6 vidéos postées.

## Récompenses et honneurs
Le travail de Derek Muller, notamment pour Veritasium, est récompensé par plusieurs prix à travers le monde. Il reçoit le Premier prix du Cyberscreen Science Film Festival (États-Unis) en 2012, remporte l’Australian Webstream Award de la meilleure série d'éducation (Australie) en 2013 et se voit nommé aux Webby Awards en 2014. Cette même année, il devient membre honoraire de la société honorifique Sigma Xi. En 2016, il se voit décerner le Cogito Prize (de) pour la communication de la science (Suisse) et le Richtmyer Memorial Lecture Award (en) de l'American Association of Physics Teachers (en) (États-Unis). Il gagne le Streamy Award de la meilleure chaîne de science et d'éducation (États-Unis) en 2017.
L'astéroïde (42795) Derekmuller porte son nom.